# مفتاح أنابيب

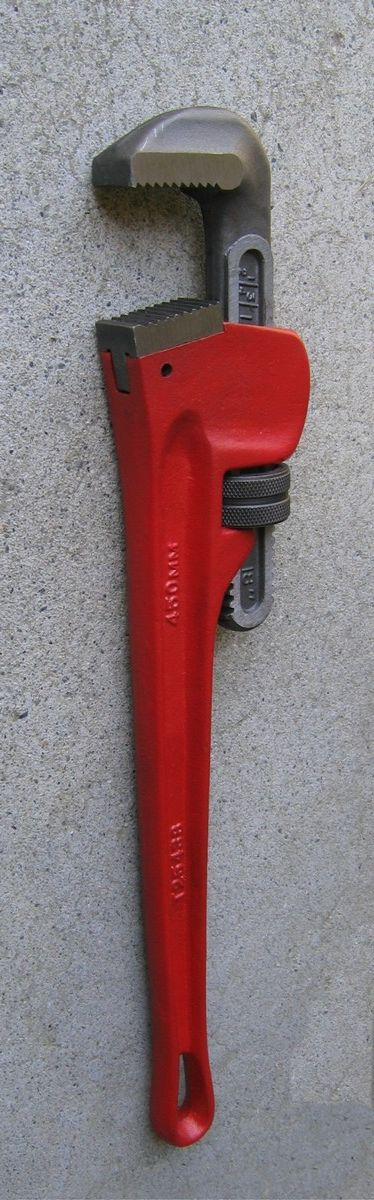
مفتاح أنابيب حديث.

مفتاح أنابيب أو مفتاح مواسير (بالإنجليزية: Pipe wrench)‏، ويسمى في بعض البلدان العربية مفتاح إنجليزي هو عبارة عن مفتاح ذو فكين أحدهما قابل للحركة بحيث يمكن تعديل البُعد بين الفكين لملائمة القُطر الخارجي للأنبوب أو الماسورة.